# 普利布
普利布（法語：Pliboux，法語發音：[plibu]）是法国德塞夫勒省的一个市镇，属于尼奥尔区。

## 地理
普利布（46°10'4"N, 0°7'38"E）面积15.29 平方千米，位于法国新阿基坦大区德塞夫勒省，该省份为法国西部内陆省份，北起曼恩-卢瓦尔省，西接旺代省，南至夏朗德省和滨海夏朗德省，东临维埃纳省。
与普利布接壤的市镇（或旧市镇、城区）包括：利马隆日、绍奈。

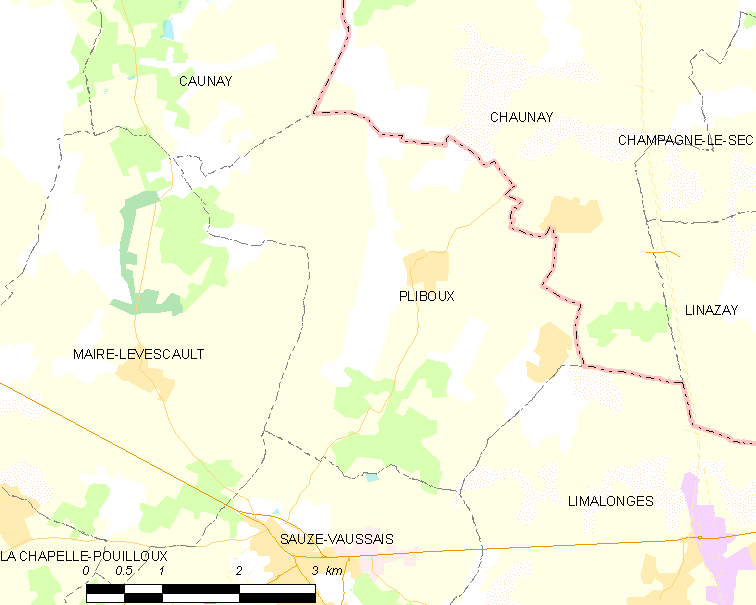
普利布的OSM定位图

普利布的时区为UTC+01:00、UTC+02:00（夏令时）。

## 行政
普利布的邮政编码为79190，INSEE市镇编码为79212。

## 政治
普利布所属的省级选区为梅勒县。

## 人口

1962-2008年间普利布人口变化图示

普利布于2022年1月1日时的人口数量为219人。